# Ben Smith (Journalist)

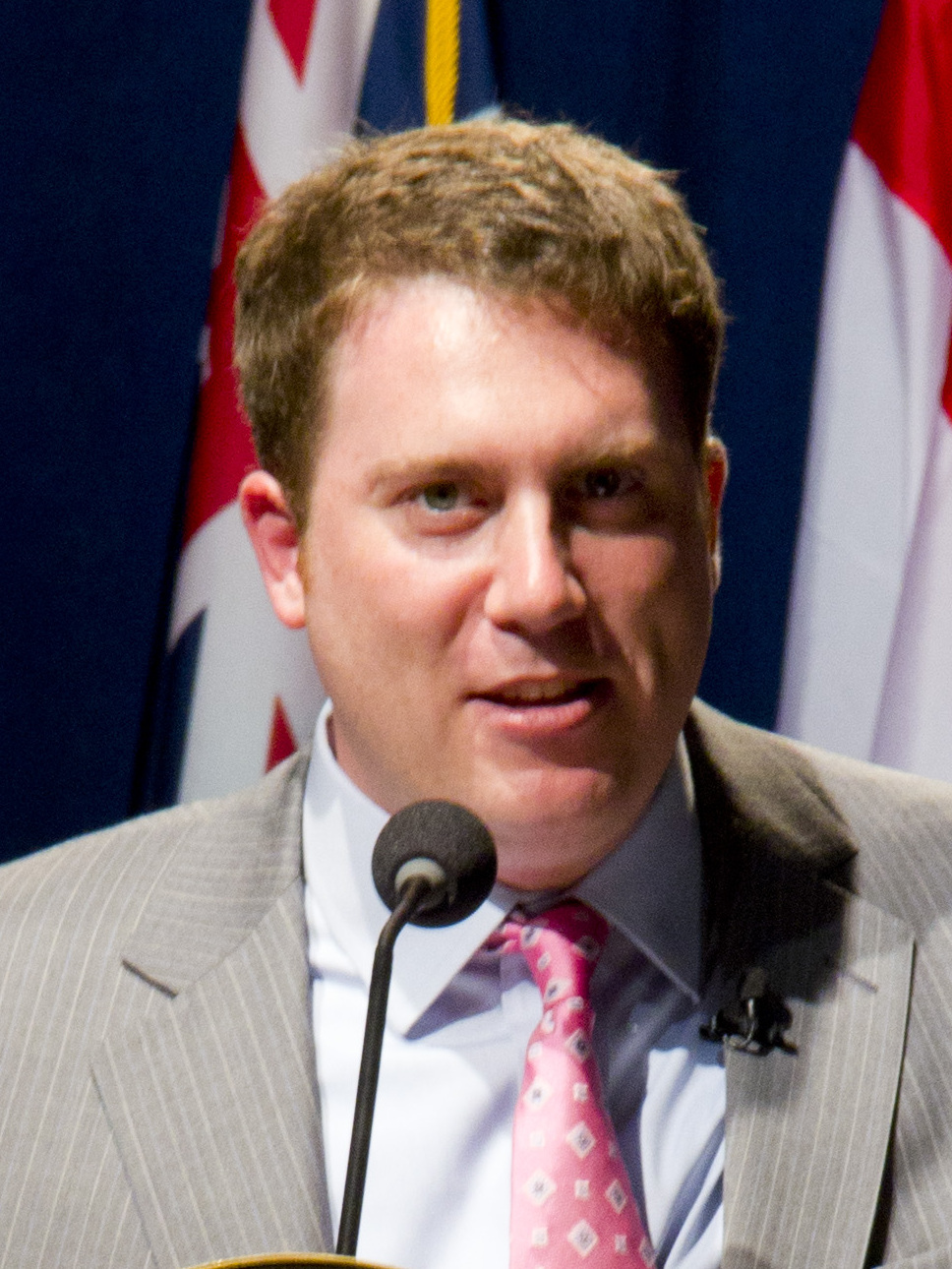
Ben Smith spricht am USC Schwarzenegger Institute (2012)

Benjamin Eli Smith (* 4. November 1976) ist ein US-amerikanischer Journalist und Mitbegründer von Semafor, einer weltweiten Nachrichtenorganisation, die er Anfang 2022 zusammen mit Justin Smith gründete. Zuvor war er von 2020 bis 2022 Medienkolumnist bei der New York Times. Von 2011 bis 2020 war er Chefredakteur von BuzzFeed News.

## Leben und Ausbildung
Smith wurde in der Upper West Side von Manhattan als Sohn der Autorin Dian (geb. Goldston) und des Rechtsanwalts Robert S. Smith, einem stellvertretenden Richter am New Yorker Berufungsgericht, geboren und wuchs dort auf. Seine Mutter war Jüdin und Demokratin. Sein Vater war Christ und Konservativer. Er bewunderte seinen Großvater, einen Schriftsteller und Ghostwriter und seine Großmutter, eine zu Mark Twain forschende Literaturwissenschaftlerin. Er selbst besuchte die Trinity School (New York City) auf der Upper West Side nd schloss sein Studium an der Yale University 1999 mit einem B.A. summa cum laude ab. An der Hochschule schrieb er für den Yale Herald und die Zeitschrift The New Journal. Er war Bewohner des Morse College. Smith interessierte sich zum ersten Mal für Journalismus im ersten Studienjahr als Praktikant bei The Forward.

## Karriere
Smiths erster professioneller Reporterjob war eine Kriminalreportage für The Indianapolis Star. Anschließend zog er nach Lettland, um eine Stelle bei der Baltic Times anzunehmen, und begann außerdem, für das Wall Street Journal Europe zu berichten (bis 2001). Smith hat auch für The New York Sun (2002–2003), The New York Observer (2003–2006) und die New York Daily News (2006–2007) geschrieben. Zwischen 2004 und 2006 startete Smith außerdem drei politische Blogs über New York City: The Politicker, The Daily Politics und Room Eight.

### Politico
Smith schrieb von 2008 bis 2011 für Politico. Er kam 2007 von den New York Daily News zu Politico und berichtete 2008 für Politico über die Präsidentschaftsvorwahlen der Demokraten. Er berichtete über Kontroversen, darunter Barack Obamas Kontakte mit dem ehemaligen links-marxistischen Bill Ayers und Verschwörungstheorien über Obamas Staatsbürgerschaft und Religionsverschwörungstheorien. Smith berichtete während des Wahlkampfs 2008 fälschlicherweise, dass John Edwards aus dem Rennen ausscheiden würde, bevor Edwards auf der Pressekonferenz bekannt gab, dass seine Frau Elizabeth an Krebs erkrankt sei. Smith entschuldigte sich später und zog die Geschichte zurück. Im Jahr 2010 berichtete er über eine vertrauliche Spendenwerbung des Republikanischen Nationalkomitees, in der er der Partei riet, aus der Angst Kapital zu schlagen.

### BuzzFeed News
Im Dezember 2011 wurde er zum Chefredakteur von BuzzFeed News ernannt. Smith erklärte, dass er seinen Politico-Blog verlassen würde, aber weiterhin wöchentlich für den Titel schreiben würde. Während seiner Arbeit bei BuzzFeed konzentrierte sich Smith auf die Stärkung der Abteilung für investigativen Journalismus der Organisation.
Smith interviewte Barack Obama Anfang 2015 für BuzzFeeds erstes Präsidenteninterview.
Im Januar 2017 veröffentlichte Smith als Herausgeber von BuzzFeed News das Steele-Dossier, ein 35-seitiges Dossier über Donald Trump, dessen Veröffentlichung große Nachrichtenorganisationen, darunter die New York Times und NBC News, mangels glaubwürdiger Beweise ablehnten. Smith verteidigte seine Entscheidung mit den Worten: „We have always erred on the side of publishing. (Wir haben uns bei Veröffentlichungen immer geirrt.)“

### The New York Times
Im Januar 2020 wurde er zum Medienkolumnisten der New York Times ernannt und ersetzte Jim Rutenberg.
Am 17. Mai 2020 veröffentlichte Smith einen Artikel mit dem Titel „Is Ronan Farrow Too Good to Be True? (Ist Ronan Farrow zu gut, um wahr zu sein?)“ in dem er argumentierte, dass ein Teil von Farrows Journalismus einer genauen Prüfung nicht standgehalten habe. Als Antwort sagte Farrow, dass er zu seiner Berichterstattung stehe.
Smith berichtete Ende September 2021, dass Ozy, ein Medienunternehmen, versucht habe, Investoren und Werbetreibende zu täuschen. Nachdem Smiths Medienkolumne am 26. September erschien, löste die Geschichte weitere Untersuchungen und Berichte von mehreren Quellen aus, darunter Smith, und gipfelte darin, dass der Vorstand von Ozy am 1. Oktober seine Absicht verkündete, das Unternehmen zu schließen.

### Semafor
Anfang Januar 2022 gab Smith bekannt, dass er die New York Times verlassen werde, um ein globales Nachrichtenunternehmen zu gründen, das sich an 200 Millionen englische Leser mit Hochschulabschluss richtet. Justin B. Smith würde die geschäftliche Seite des neuen Unternehmens leiten und Ben würde der Chefredakteur sein. In einem Memo, das Justin Smith an „enge Vertraute“ schickte, beschrieb er ein neues Unternehmen, das „den globalen Qualitätsjournalismus neu denken“ würde und sich an eine, wie er sagte, „englischsprachige, hochschulgebildete Berufsklasse (reimagine quality global journalism)“ richte, die „das Vertrauen in alle Nachrichten- und Informationsquellen verloren habe (lost trust in all sources of news and information.)“. Der Name des neuen Unternehmens, Semafor, wurde im März 2022 bekannt gegeben.

### Erfolg
Im Jahr 2012 wurde Smith von Fast Company auf die Liste der „100 kreativsten“ Unternehmen gesetzt. Im Jahr 2016 wurden er und Buzzfeed-Mitbegründer Jonah Peretti von The Hollywood Reporter als zwei der mächtigsten Menschen in den Medien aufgeführt. Im Jahr 2017 wurden er und die jüdische Journalistin Andrea Mitchell mit dem Distinguished Journalism Award des Jewish Daily Forward ausgezeichnet.

## Persönliches
Smith heiratete 2002 die lettische Verlegerin Liena Zagare. Er und Zagare haben drei Kinder und leben in Brooklyn.

## Bücher
- Traffic: Genius, Rivalry, and Delusion in the Billion-Dollar Race to Go Viral. Penguin Press, ISBN 978-0-593-29975-3.